# تشارلز برجلاند
تشارلز برجلاند (بالسويدية: Charles Berglund)‏ هو لاعب هوكي الجليد سويدي، ولد في 18 يناير 1965 في ستوكهولم في السويد.

## وصلات خارجية
- تشارلز برجلاند على موقع EliteProspects.com (الإنجليزية)
- تشارلز برجلاند على موقع Eurohockey.com (الإنجليزية)
- تشارلز برجلاند على موقع HockeyDB.com (الإنجليزية)
- تشارلز برجلاند على موقع أوليمبيديا (الإنجليزية)
- تشارلز برجلاند على موقع اللجنة الأولمبية السويدية (السويدية)